# Сан-Жуан-да-Уртига
Сан-Жуан-да-Уртига (порт. São João da Urtiga)  —  муниципалитет в Бразилии, входит в штат Риу-Гранди-ду-Сул. Составная часть мезорегиона Северо-запад штата Риу-Гранди-ду-Сул. Входит в экономико-статистический  микрорегион Санандува. Население составляет 4720 человек на 2006 год. Занимает площадь 171,177 км². Плотность населения — 27,6 чел./км².

## История
Город основан 2 августа 1987 года. 

## Статистика
- Валовой внутренний продукт на 2003 составляет 44.006.655,00 реалов (данные: Бразильский институт географии и статистики).
- Валовой внутренний продукт на душу населения на 2003 составляет 9.137,59 реалов (данные: Бразильский институт географии и статистики).
- Индекс развития человеческого потенциала на 2000 составляет 0,774 (данные: Программа развития ООН).